# A Real Vermeer
A Real Vermeer est un film néerlandais réalisé par Rudolf van den Berg, sorti en 2016 aux  Pays-Bas, en 2017 au Luxembourg et en 2018 en Russie.
Il racontre l'histoire de la vie du peintre néerlandais Han van Meegeren, depuis ses débuts en tant que jeune artiste rebelle dans les années 1920 à Amsterdam jusqu'à son ascension vers l'infamie en tant que l'un des faussaires d'art les plus ingénieux de tous les temps.

## Fiche technique
- Titre : A Real Vermeer
- Réalisation : Rudolf van den Berg
- Scénario : Jan Eilanderl, Rudolf van den Berg
- Producteur : Jeroen Koolbergen, San Fu Maltha
- Montage : Ewin Ryckaert
- Musique : André Dziezuk
- Direction artistique : Audrey Hernu
- Chef décorateur : Ben Zuydwijk, Ulrika Debatisse, Linda Bogers
- Directeur du casting : Janusz Gosschalk, Leonie Luttik
- Directeur de la photographie : Goert Giltay
- Budget : 3 900 000 euros[1]
- Pays de production : Pays-Bas
- Langue originale : Néerlandais
- Genre : Biographique, Drame, Romance, Hisorique
- Durée : 115 minutes
- Dates de sortie :
  - Pays-Bas : 3 novembre 2016[3]
  - Luxembourg, Belgique : 2 mars 2017[4],[5]
  - Russie : 8 mars 2018[3]

## Distribution
- Jeroen Spitzenberger : Han van Meegeren
- Lize Feryn : Jólanka Lakatos
- Roeland Fernhout : Theo van der Pas
- Porgy Franssen : Abraham Bredius
- Mingus Dagelet : Jac van Meegeren
- Dewi Reijs : Anna van Meegeren
- Raymond Thiry : The Prosecutor
- Hans Croiset : The President of the Court
- Viviane de Muynck : The Psychiatrist
- Claude Humbert : Hermann Goering
- Angela Hick : Queen Wilhelmina
- Hayo De Wilde : Jac - 6 Years Old
- Gilles Soeder : Prison Guard
- Jhanna Houweling : Gerda van Doorn
- Theo Pont : Barend van Doorn

## Festival
La première du film a eu lieu au festival du film néerlandais à Utrecht aux Pays-Bas le 21 septembre 2016, le film a été diffusé du 21 septembre au 30 septembre 2016 durant le festival.
La première internationale fut lors de la 40e édition du festival international du film de Sao Paulo de 2016. le film a été diffusé du 20 octobre au 2 novembre 2016 durant le festival
A Real Vermeer était présent au festival international du film à Goa en Inde le 5 décembre 2016. Le film a été projeté à plusieurs reprises pendant le festival, il fut nommé au prix de l'UNESCO (médaille Gandhi). Les acteurs Jeroen Spitzenberger et Lize Feryn étaient présents au festival.
Du 2 au 12 mars 2017, A Real Vermeer fait son avant-première à la 7e édition du Luxembourg City Film Festival.

## Box Office
| Pays ou Région | Totale         |
| -------------- | -------------- |
| Pays-Bas       | 92,68 dollars  |
| Russie         | 21,96 dollars  |
| Monde          | 114,64 dollars |